# Fisi
La fisi o cartilagine di accrescimento è il fronte di crescita dell'epifisi sul versante diafisario. La parte ossificata della cartilagine è detta metafisi.
L'ossificazione avviene principalmente per ossificazione endocondrale e una volta completata determina l'interruzione della crescita delle ossa lunghe.